# Septième gouvernement de Croatie

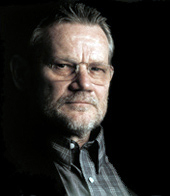
Politicien croate Ivica Račan

Le septième gouvernement de Croatie a été à la tête du pouvoir exécutif de la République de Croatie du 27 janvier 2000 au 30 juillet 2002. Le Premier ministre était Ivica Račan.

## Premier ministre
- Ivica Račan

## Vice-Premiers ministres
- Goran Granić (jusqu'au 21 mars 2002),
- Dražen Budiša (à partir du 21 mars 2002),
- Željka Antunović,
- Goran Granić (à partir du 21 mars 2002),
- Slavko Linić.

## Ministres
- Mato Crkvenac, Ministre des finances,
- Goranko Fižulić, Ministre de l'économie (jusqu'au 21 mars 2002),
- Hrvoje Vojković, Ministre de l'économie (à partir du 21 mars 2002),
- Ivica Pančić, Ministre des anciens combattants,
- Antun Vujić, Ministre de la culture,
- Jozo Radoš, Ministre de la défense,
- Božidar Pankretić, Ministre de l'agriculture et des forêts,
- Mario Kovač, Ministre de la mer, des transports et des communications (à partir du 21 mars 2002),
- Alojz Tušek, Ministre de la mer, des transports et des communications (jusqu'au 21 mars 2002),
- Stjepan Ivanišević, Ministre de la justice, de l'administration et des gouvernements locaux (jusqu'au 21 mars 2002),
- Ingrid Antičević-Marinović, Ministre de la justice, de l'administration et des gouvernements locaux (à partir du 21 mars 2002),
- Vladimir Strugar, Ministre de l'éducation et des sports,
- Davorko Vidović, Ministre du travail et des affaires sociales,
- Šime Lučin, Ministre de l'intérieur,
- Tonino Picula, Ministre des affaires étrangères,
- Ivan Jakovčić, Ministre de l'intégration européenne (jusqu'au 21 juin 2001),
- Neven Mimica, Ministre de l'intégration européenne (à partir du 29 septembre 2002),
- Radimir Čačić, Ministre des travaux publics, de la restauration et de la construction,
- Željko Pecek, Ministre de l'artisanat, des petites et des moyennes entreprises,
- Božo Kovačević, Ministre de l'environnement et de l'aménagement du territoire,
- Ana Stavljenić Rukavina, Ministre de la santé (jusqu'au 23 octobre 2001),
- Andro Vlahušić, Ministre de la santé (à partir du 22 novembre 2002),
- Hrvoje Kraljević, Ministres des sciences et de la technologie,
- Pave Župan Rusković, Ministre du tourisme.

## Autre
- Jagoda Premužić, secretaire du gouvernement,
- Aleksandra Kolarić, Porte parole du gouvernement (à partir du 24 juin 2000.